# صدمة إنتانية
الصدمة الإنتانية (بالإنجليزية: Septic shock)‏ هي حالة طبية خطيرة تحدث نتيجة الإنتان الذي ينتج عنه تلف وأذى للأعضاء الحيوية كنتيجة للعدوى، مما يتسبب في انخفاض خطير في ضغط الدم واختلال الأيض على المستوى الخلوي.
تتسبب البكتيريا عادة في حدوث العدوى الأولية، إلا أن العدوى يمكن أن تكون عدوى فيروسية أو فطرية أو طفيلية، ويمكن لهذه الميكروبات أن تتموضع في أي مكان بالجسم، يمكن أن تؤدي الصدمة الإنتانية إلى الإصابة بمتلازمة الاختلال العضوي المتعدد (والمعروف سابقا باسم فشل الأعضاء المتعدد) والموت.
يحصل المصابين بالصدمة الإنتانية على الرعاية الطبية في وحدات العناية المركزة، ويُعتبر الأطفال والأشخاص المثبطون مناعياً وكبار السن أكثر عرضة للإصابة بالصدمة الإنتانية، كون أن كبار السن تكون أجهزتهم المناعية غير قادرة على التصدي للعدوى بشكل فعال كما في حالة الأصحاء. تقدر معدلات الوفيات جراء الصدمة الإنتانية نحو حوالي 25-50%.

## التعريف
الصدمة الإنتانية هي أحد أشكال صدمة توزيع الدم، والتي تٌمثل حالة مرضية يحدث فيها توزيع غير طبيعي للدم في الأوعية الدموية الصغيرة، مما يتسبب في عدم كفاية إمدادات الدم لأنسجة الجسم المختلفة، الأمر الذي يؤدي إلى نقص التروية واختلال وظيفي في الأعضاء. ويشير مصطلح الصدمة الإنتانية لنوع الصدمة الناتجة عن العدوى والتي تندرج تحت صدمة توزيع الدم.
يمكن تعريف الصدمة الإنتانية بأنها انخفاض ضغط الدم الناجم عن الإنتان، والذي يستمر على الرغم من العلاج بالسوائل الوريدية. ويتسبب انخفاض ضغط الدم في نقص التروية الدموية للأنسجة، مما يؤدي إلى نقص التأكسج، والذي هو سمة من سمات الصدمة. تتسبب السيتوكينات، التي يتم اطلاقها خلال الاستجابة الالتهابية واسعة النطاق، في توسع الأوعية بشكل كبير، وزيادة نفاذية الشعيرات الدموية، وانخفاض المقاومة الوعائية الجهازية، وبالتالي انخفاض ضغط الدم. أخيرا وكمحاولة لتعويض انخفاض ضغط الدم، يحدث توسع البطين وخلل عضلة القلب.
يمكن اعتبار الصدمة الإنتانية مرحلة لمتلازمة الاستجابة الالتهابية الجهازية، حيث يمثل كل من الإنتان والإنتان الشديد ومتلازمة الاختلال العضوي المتعدد مراحل مختلفة من العملية الفيزيولوجية المرضية، ومن ثم فإذا لم يستطع الكائن الحي التعامل مع العدوى فقد تؤدي إلى استجابة التهابية جهازية (الإنتان)، والتي تتقدم تدريجيا نحو الإنتان الحاد، والصدمة الإنتانية، وفشل الأعضاء، والموت في نهاية المطاف.

## الأسباب
الصدمة الإنتانية هي نتيجة استجابة جهازية للعدوى (أو أكثر من عدوى)، وقد تحدث الصدمة الانتانية دون حدوث الإنتان. وتشمل العدوى (إذا كانت شديدة) التي قد تؤدي إلى صدمة إنتانية كل من التهاب الزائدة الدودية، والالتهاب الرئوي، وتجرثم الدم، والتهاب الردب، التهاب الحويضة والكلية، والتهاب السحايا، والتهاب البنكرياس، ومرض أكل اللحم، مكورات عنقودية ذهبية مقاومة للميثيسيلين والجلطة المعوية.
الإنتان هو مجموعة من الأعراض الثانوية للعدوى التي تظهر على أنها اضطرابات في معدل ضربات القلب، ومعدل التنفس، ودرجة الحرارة، وعدد خلايا الدم البيضاء. إذا تفاقم الإنتان إلى نقطة ضعف العضو النهائي (الفشل الكلوي أو ضعف الكبد أو تغير الحالة العقلية أو تلف القلب)، فإن الحالة تسمى الإنتان الحاد. وبمجرد أن يتفاقم الإنتان الحاد إلى درجة لا يمكن عندها الحفاظ على ضغط الدم بالسوائل عن طريق الوريد وحده، فقد تم استيفاء المعيار للصدمة الإنتانية.

## الفسيولوجيا المرضية
تُعتبر الفسيولوجيا المرضية للصدمة الإنتانية غير مفهومة بشكل كامل، ولكن من المعروف أن الدور الرئيسي في تطور حدوث الإنتان الشديد يتم بواسطة الاستجابة المناعية والتجلطية تجاه العدوى. وتلعب كل من الاستجابات المؤيدة للالتهابات والمضادة للالتهاب دوراً في الصدمة الإنتانية.
تحدث معظم حالات الصدمة الإنتانية عن طريق البكتيريا إيجابية الجرام، تليها البكتيريا سالبة الجرام المنتجة للسموم الداخلية، كما أن العدوى الفطرية تُمثل سبب متزايد الانتشار للصدمة الإنتانية، وتسبب السموم التي تنتجها الميكروبات استجابة مناعية؛ في البكتيريا سالبة الجرام تكون هذه السموم هي عديد السكاريد الشحمي في غشاء البكتيريا.

## التشخيص
يتطلب تشخيص الإنتان (وفقًا للإرشادات الحالية للتشخيص) وجود عدوى (محتملة أو مؤكدة) مع وجود مظاهر جهازية للعدوى. قد تشمل هذه المظاهر:
- تسرع التنفس (معدل تنفس سريع)، والذي يُحدد بأكثر من 20 نفسًا في الدقيقة، أو عند إجراء تحليل غازات الدم يكون ضغط ثاني أكسيد الكربون الجزئي أقل من 32 مم زئبق، مما يدل على فرط التنفس
- الانخفاض الشديد في عدد خلايا الدم البيضاء (أقل من 4000 خلية/ملم3)، أو تكون مرتفعة (> 12000 خلية/ملم3)
- تسرع القلب (زيادة معدل ضربات القلب)، والتي يتم تحديدها بأكثر من 90 نبضة في الدقيقة الواحدة
- تغير في درجة حرارة الجسم، بالزيادة (حمى)> 38.0 درجة مئوية أو النقصان انخفاض درجة الحرارة <36.0 درجة مئوية

تشمل الأدلة الموثقة على وجود العدوى كل من مزرعة الدم، علامات الالتهاب الرئوي عند تصوير الصدر بالأشعة السينية وغيرها من الأدلة التصويرية أو المعملية للعدوى. بجانب علامات الاختلال العضوي المتعدد المصاحبة للصدمة الإنتانية، مثل الفشل الكلوي أو خلل في وظائف الكبد أو تغيرات في الحالة العقلية أو ارتفاع في حمض اللاكتيك.
يتم تشخيص الصدمة الإنتانية عند وجود انخفاض في ضغط الدم غير مستجيب للعلاج. وهذا يعني أن الاقتصار على إعطاء السوائل عبر الوريد لا يكفي للحفاظ على القيم الطبيعية لضغط دم المريض، ويكون تشخيص الصدمة الإنتانية عندما يكون ضغط الدم الانقباضي أقل من 90 ملم زئبقي، أو عندما يكون الضغط الشرياني الوسطي أقل من 70 ملم زئبق دون وجود أسباب أخرى تفسر انخفاض ضغط الدم.

## العلاج
يتكون العلاج في المقام الأول مما يلي:
1. إعطاء سوائل وريدية
2. التناول المبكر للمضادات الحيوية
3. علاج مبكر موجه نحو الهدف
4. التعرف السريع على المصدر والتحكم فيه
5. دعم الأجهزة الرئيسة الضعيفة

### السوائل الوريدية
نظرا لأن انخفاض ضغط الدم في الصدمة الإنتانية يساهم في نقص التروية، فإن الإنعاش بالسوائل الوريدية يٌعد علاجًا أوليًا لزيادة حجم الدم، ويوصى باستخدام البلّورات مثل المحاليل الملحية العادية ومحلول رينغر اللاكتاتي، في حين أن استخدام المحاليل الغروانية مثل هيدروكسي إيثيل النشا لم يُظهر أي ميزة أو أي نقصان في معدل الوفيات. وقد يكون لإعطاء الألبيومين مع الكميات الكبيرة من السوائل الوريدية فائدة.

### المضادات الحيوية
تستدعي الإرشادات العلاجية إعطاء مضادات حيوية واسعة النطاق خلال الساعة الأولى من التعرف على الصدمة الإنتانية. ويعد العلاج المضاد للميكروبات أمرًا مهمًا، حيث يزداد خطر الموت بنسبة 10٪ تقريبًا لكل ساعة تأخير في إعطاء المضادات الحيوية. ونظرا لخطورة الحالة فإن القيد الزمني لا يسمح بطلب مزرعة وتحديد واختبار الحساسية للمضادات الحيوية للميكروبات المحددة المسؤولة عن العدوى، لذلك يتم إعطاء توليفات من مضادات الميكروبات والتي تغطي نشاط ضد مجموعة واسعة من الميكروبات المحتملة كسبب لهذه العدوى.

### رافعات للتوتر الوعائي
يتفوق النورأدرينالين على الدوبامين عند اختيار رافع للتوتر الوعائي في الصدمة الإنتانية، ويعتبر النورأدرينالين هو العلاج المفضل لرفع التوتر الوعائي، بينما يمكن إضافة الأدرينالين إليه عند الحاجة، كما يمكن أيضا استخدام جرعة منخفضة من الفازوبرسين بجانب النورأدرينالين، ولكن لا ينصح به كاختيار أولي في العلاج.
قد يتسبب الدوبامين في تسارع ضربات القلب وعدم انتظامه، وينصح به مع النورأدرينالين فقط في أولئك الذين يعانون من تباطئ في معدل ضربات القلب وانخفاض مخاطر عدم انتظام ضربات القلب. الهدف من المعالجة الأولية لانخفاض ضغط الدم في الصدمة الإنتانية باستخدام رافعات الوتر الوعائي هو أن يصل الضغط الشرياني المتوسط لـ 65 ملم زئبق. وافقت إدارة الغذاء والدواء الأمريكية عام 2017 على استخدام حقن الأنجيوتنسين (بالتنقيط الوريدي) لزيادة ضغط الدم لدى البالغين المصابين بالصدمة الإنتانية أو الأنواع الأخرى من صدمة توزيع الدم.

### أخرى
في حين وجود أدلة مبدئية على استخدام محصر البيتا للمساعدة في التحكم في معدل ضربات القلب، إلا أن هذه الأدلة ليست كبيرة بما يكفي لتسمح بالاستخدام الروتيني لمحصر البيتا. وهناك دليل مبدئي تجريبي على أن الستيرويدات قد تكون مفيدة في تحسين النتائج.
هناك أدلة مبدئية على أن بوليمكسين بي قد يكون مفيدا في علاج الصدمة الإنتانية. ويستمر الاستخدام التجريبي له ويتم استخدامه حاليًا في اليابان وأوروبا الغربية.
كما وجدت مراجعة كوكرين أن بروتين سي معاد التركيب لا يساهم في خفض الوفيات وزيادة النزيف، وبالتالي لا يوصى به.